# Belén Soto
Pía Belén Soto Infante (Santiago, 22 de enero de 1997) es una actriz y escritora chilena. Se hizo conocida por participar en la teleserie chilena Papi Ricky transmitida por Canal 13. Es hija de la modelo Carolina Infante y del locutor Aldo Soto.

## Biografía

### Primeros años
Belén nació en Santiago de Chile el 22 de enero de 1997. Es hija de la modelo Carola Infante (conocida por dar el informe del tiempo en Canal 13) y del fallecido lector de noticias y locutor, Aldo Soto. Se graduó de la enseñanza media el 2015 del Colegio San Francisco Javier de Huechuraba. [cita requerida] Luego, comenzó a estudiar teatro en la Escuela de Teatro de Fernando González.

### Vida laboral
Empezó a los 3 años con comerciales para la televisión abierta, siguiendo así a los 6 años trabajando en la radio durante 3 años. En 2007, a la edad de 10 años, tuvo su primer papel importante en televisión participando en la telenovela Papi Ricky de Canal 13, compartiendo créditos con Jorge Zabaleta, María Elena Swett y Silvia Santelices. Por su papel, fue ganadora de un premio Copihue de Oro, posicionándose así como la actriz más popular. 
Belén Soto continuó trabajando con diferentes papeles en telenovelas producidas por Canal 13. Como adolescente, sus trabajos incluyeron Los 80 (2008), Cuenta conmigo (2009) y Feroz (2010), en la cual compartió créditos con Carolina Arregui. Participó en Dos por uno (2013) de Televisión Nacional, en la cual compartió créditos con Diego Muñoz. Luego participó en El camionero (2016), en la cual también conoció y actuó junto a Denise Rosenthal, con quien forjó una gran amistad, y Wena profe (2017), en la cual compartió créditos con Marcelo Alonso. En 2018 actuó en La reina de Franklin, en la cual compartió créditos con la primera actriz, Claudia Di Girolamo.
En 2015 Belén estudió en los talleres de la Pontificia Universidad Católica de Chile y solo cursó un semestre en el Club de Teatro para más tarde aceptar un nuevo personaje protagónico llamado "Jeshu" en la película Prueba de actitud, junto a Denise Rosenthal y Constanza Piccoli, dirigida por Augusto Matte y Fabrizio Copano.
También ha incursionado como escritora. En julio de 2019 lanzó su primer libro No te lo mereces, de carácter autobiográfico y autoayuda.

### Vida personal
En noviembre de 2022 se casó por el civil con el empresario Branko Bacovich (n. 1993) en una íntima ceremonia, a la cual asistieron amigos cercanos de ambos y familiares. El 9 de febrero de 2023 se llevó a cabo el matrimonio en México. El 30 de enero de 2024, Soto anunció su separación a través de su cuenta de Instagram.

## Filmografía

### Telenovelas
| Año       | Título               | Personaje          | Canal    |
| --------- | -------------------- | ------------------ | -------- |
| 2007      | Papi Ricky           | Alicia Montes      | Canal 13 |
| 2009      | Cuenta conmigo       | Sofía Sarmiento    | Canal 13 |
| 2010      | Feroz                | Isidora Tagle      | Canal 13 |
| 2013      | Dos por uno          | Rafaella Hernández | TVN      |
| 2016-2017 | El camionero         | Alejandra Sanhueza | TVN      |
| 2017-2018 | Wena profe           | Florencia Meza     | TVN      |
| 2018-2019 | La reina de Franklin | Valentina Ulloa    | Canal 13 |

### Series y unitarios
| Año  | Título | Personaje    | Canal    |
| ---- | ------ | ------------ | -------- |
| 2008 | Los 80 | Gracia López | Canal 13 |

### Cine
| Cine | Cine              | Cine        | Cine              |
| Año  | Película          | Rol         | Personaje         |
| ---- | ----------------- | ----------- | ----------------- |
| 2016 | Prueba de actitud | Protagónico | María Jesús Rojas |

### Programas de televisión
- Juntos (2008) - Animadora
- ¿Quién quiere ser millonario? (2009) - Invitada
- Alfombra Roja (2008) - Invitada
- Alfombra Roja (2009) - Invitada
- Buenos días a todos (2013) - Invitada
- Más vale tarde (2014) - Invitada
- Mujeres primero (2014) - Invitada
- Atrapa los millones (2015) - Invitada
- Muy buenos días (2016) - Invitada
- No culpes a la noche (2018) - Invitada
- Bienvenidos (2018) - Invitada
- La divina comida (2019) - Anfitriona

## Premios
| Año  | País           | Organización            | Categoría                   | Resultado |
| ---- | -------------- | ----------------------- | --------------------------- | --------- |
| 2007 | Chile          | Copihue de Oro          | Mejor Actriz                | Ganadora  |
| 2007 | Chile          | BKN Awards              | Actriz Joven + BKN          | Nominada  |
| 2020 | Estados Unidos | Premios People's Choice | Influeciador Latino del Año | Pendiente |